# 愛荷華山 (加利福尼亞州)
愛荷華山（英語：Iowa Hill）是位於美國加利福尼亞州普萊瑟縣的一個非建制地區。該地的面積和人口皆未知。

## 地理
愛荷華山的座標為39°06′31″N 120°51′34″W / 39.10861°N 120.85944°W，而該地的平均海拔高度為672米（即2861英尺）。